# Au Yeung Yiu Chung
Au Yeung Yiu Chung (in cinese: 歐陽耀冲; Fanling, 11 luglio 1989) è un calciatore hongkonghese, attaccante del Kowloon City.

## Palmarès

### Club

#### Competizioni nazionali
- Campionato hongkonghese: 3

South China: 2008-2009, 2009-2010
Tai Po: 2018-2019

### Nazionale
- Giochi dell'Asia Orientale: 1

2009